# 齐国公主 (辽景宗)
齐国公主（969年—1045年），辽景宗和皇后萧绰长女，辽圣宗姐。《辽史》记其记名为“观音女”，《续资治通鉴长编》则记为“燕哥”。嫁萧绰堂弟萧继先。
根据《辽史》的记载，她与萧继先在乾亨（979年—983年）初结婚。结婚时，公主应当十分年幼。乾亨辛巳年（981年），观音女初封齐国公主。982年，其弟辽圣宗登基。统和壬子年（1012年）改封楚国长公主，开泰改元，册为晋国长公主。开泰戊午年（1018年），封吴越国长公主。太平辛酉年（1021年），进册为赵魏国长公主。其侄子辽兴宗于1031年登基后，曾短暂使用景福（1031年六月－1032年十一月）这个年号。《辽史》称“景福中，封燕国大长公主。”根据公主的墓志铭，则是在重熙元年（1032年），以皇帝姑母的身份“特加大字”，称大长公主。重熙戊寅年（1038年），册为秦晋国大长公主。重熙壬午（1042年），加恭寿仁懿四字。当年冬十一月，命加雍肃二字。
重熙乙酉年（1045年）冬十一月十七日，公主逝于龙化州西南坐冬之行帐，享年七十有六。次年，与丈夫萧继先合葬。公主墓在河北省平泉县蒙和乌苏乡八王沟西山坡上:429（今平泉市北五十家子镇头道营子村）。1949年前已被盗掘。1949年再度被掘开。1962年的文章称，留存的石棺、墓志仍在留存墓中，封闭保护:430。公主墓是河北省文物保护单位八王沟墓群的项目之一。2012年8月12日，平泉县文物保护管理所对县级以上重点文物保护单位巡查过程中，发现因雨水冲刷、浸泡，公主墓墓道口出现塌陷、墓室暴露。清理过程中，发现墓志志盖一方，运回博物馆收藏。

## 后代
公主有一子两女，皆早于公主而逝。子萧绍宗。长女嫁其弟耶律隆庆，册为秦国妃。次女嫁给另一个弟弟耶律隆裕，册为齐国妃。
有孙子和孙女各三人。长孙萧永，次孙萧宁，三孙萧安。长孙女萧氏为辽兴宗妃。次孙女早逝。曾孙二人，长曾孙萧蒲打。曾孙女一人。